# Angeredsbanan
Angeredsbanan är en spårvägssträcka i Göteborg från Drottningtorget till Angereds Centrum, känd som Göteborgs första snabbspårväg. Banan utgör en del av Göteborgs spårvägsnät. Banans längd mellan Drottningtorget och Angered är 12 km. Angeredsbanan är till stora delar byggd efter den gamla Västgötabanans sträckning. Den kallas i spårvägskretsar för "A-banan". Idag följer linje 4 och 9 Angeredsbanans hela sträckning. Linje 7, 8 och 11 följer en del av banan. Restiden är 18 minuter, en medelfart på 40 km/h.

## Förhistoria
På 1930-talet byggdes en ny infart för den smalspåriga Västgötabanan till Göteborg, främst avsedd för persontåg. Den avvek från den gamla linjen strax söder om Lärje station, vidare längs Bergslagsbanan, under Västra stambanan och längs med denna till en nybyggd station nära Göteborgs centralstation. På 1960-talet planerade staden nya stora bostadsområden i Angered, och man prövade olika alternativ för att förse dem med kollektivtrafik. Ett alternativ var att använda den befintliga Västgötabanan, men man beslöt till slut att bygga ut den planerade stadsbanan dit.
Samtidigt var Statens Järnvägar intresserade av att lägga ned Västgötabanan. Detta kan tyckas märkligt då banan hade en omfattande lokaltrafik mellan Göteborg och Sjövik, men lokaltrafik på järnväg var vid denna tid inte föremål för något större intresse från myndigheternas sida, särskilt inte i Göteborgsområdet. Eftersom det skulle dröja en tid innan stadsbanenätet skulle byggas, beslöt man att bygga den yttre delen av Angeredsbanan som stadsbana, och provisoriskt använda sig av Västgötabanans sträckning till centrum. Västgötabanan lades ned 1967 och bygget av Angeredsbanan påbörjades strax därpå.
Angeredsbanan var från början tänkt att bli Göteborgs första tunnelbanelinje, bl.a. började man spränga en tunnel under Rannebergen för att där bygga en station men planerna ändrade och idag används inte denna tunnel för spårtrafik. Station Hammarkullen byggdes med tunnelbanestandard under jord. Det fanns stora statsbidrag för bygge av tunnelbanor under denna tid. Genom att under byggtiden planera för tunnelbana kunde Göteborg få del av dessa bidrag. Man ansåg senare att det skulle bli onödigt att ha två olika system, både spårväg och tunnelbana så man lät hela linjen bli spårväg som senare byggdes ihop med övriga spårvägsnätet.

## Historia
Spårvägen använde sig av Västgötabanans tidigare station och plattform, som fick namnet Polhemsplatsen. Någon förbindelse med det övriga spårvägsnätet fanns inte, utan passagerarna fick fortsätta till fots till närmaste hållplats, Stampbron eller Centralstationen/Drottningtorget. På det tidigare järnvägsområdet byggdes uppställningsspår och vagnhall. Spårvägen var enkelspårig, med en första mötesplats strax innan Olskrokens station. I motsats till tågen stannade inte spårvagnarna vid Olskroken, så någon bytesmöjlighet till tågen erbjöds inte. Norr om portalen under Västra stambanan fanns det enda förbindelsespåret med det övriga spårvägsnätet (Bergsjölinjen). Första hållplatsen var Gamlestadstorget, där också mötesspår fanns. Nära Hospitalskyrkogården fanns ett förbindelsespår med Statens Järnvägar, som användes för materialtransporter och för godstransporter till industrispåret öster om banan. Strax norr om punkten där Angeredsbanan avvek från Västgötabanans sträckning övergick den till dubbelspår, och där byggdes en tillfällig ändstation vid namn Alelyckan. Angeredsbanan blev från början elektrifierad med 750 V likström, till skillnad från övriga nätet som vid denna tid hade 600 V, senare höjdes spänningen även där. På den tiden då man hade olika spänning fanns det en isolerad sektion i kontaktledningen på snabbspåret i ungefär vid Olskrokens station.

### Trafikstart
1969 kom trafiken igång på sträckan. Linjenumret blev 8 (röd-grön), som var ledigt. Eftersom vändslingor saknades hade 15 vänstertrafikvagnar sparats, som kopplades med bakänden mot högertrafikvagnarna i varje spårvagnssätt. Vagnarna var av den vanliga M25-typen, men något ombyggda, bland annat med en extra strålkastare och signalhorn. Vagnarna hade även bak- och bromsljus monterade innanför frontrutorna. Spårvägssällskapet Ringlinien har bevarat två typiska M25:or från Angeredsbanan; det är högervagnen 621 och vänstervagnen 582.

### Vänstertrafik
A-banan hade ursprungligen vänstertrafik i hela sin sträckning, detta för att kunna använda mittplattformar, vilket sparade byggkostnader på hållplatserna, särskilt för Hammarkullen. Ursprungligen var tanken att man skulle trafikera banan som tunnelbana, liksom stadsbanor eller premetro på andra håll i Europa, men av detta blev det ingenting, A-banan förblev en spårväg, visserligen en snabb förortsspårväg, men ingen tunnelbana.
Söder om Hjällbo byter man idag från vänster- till högertrafik. Detta då de måste gå i högertrafik i centrala staden och vidare västerut. Vid bytet korsar spåren varandra i samma plan och bara ett tåg i taget kan passera.
Spårvagnarna hade sina dörrar på ena sidan, men banan hade inte vändslingor från början, så dörrarna var alltid på östra sidan. Vänstertrafikvagnarna gick således först mot Göteborg och högertrafikvagnarna gick först mot Angered. Senare byggdes vändslingor i Angered och Drottningtorget för att ha mittplattformar utan gångtrafik som korsar spåren.

### Till Hjällbo och Storås

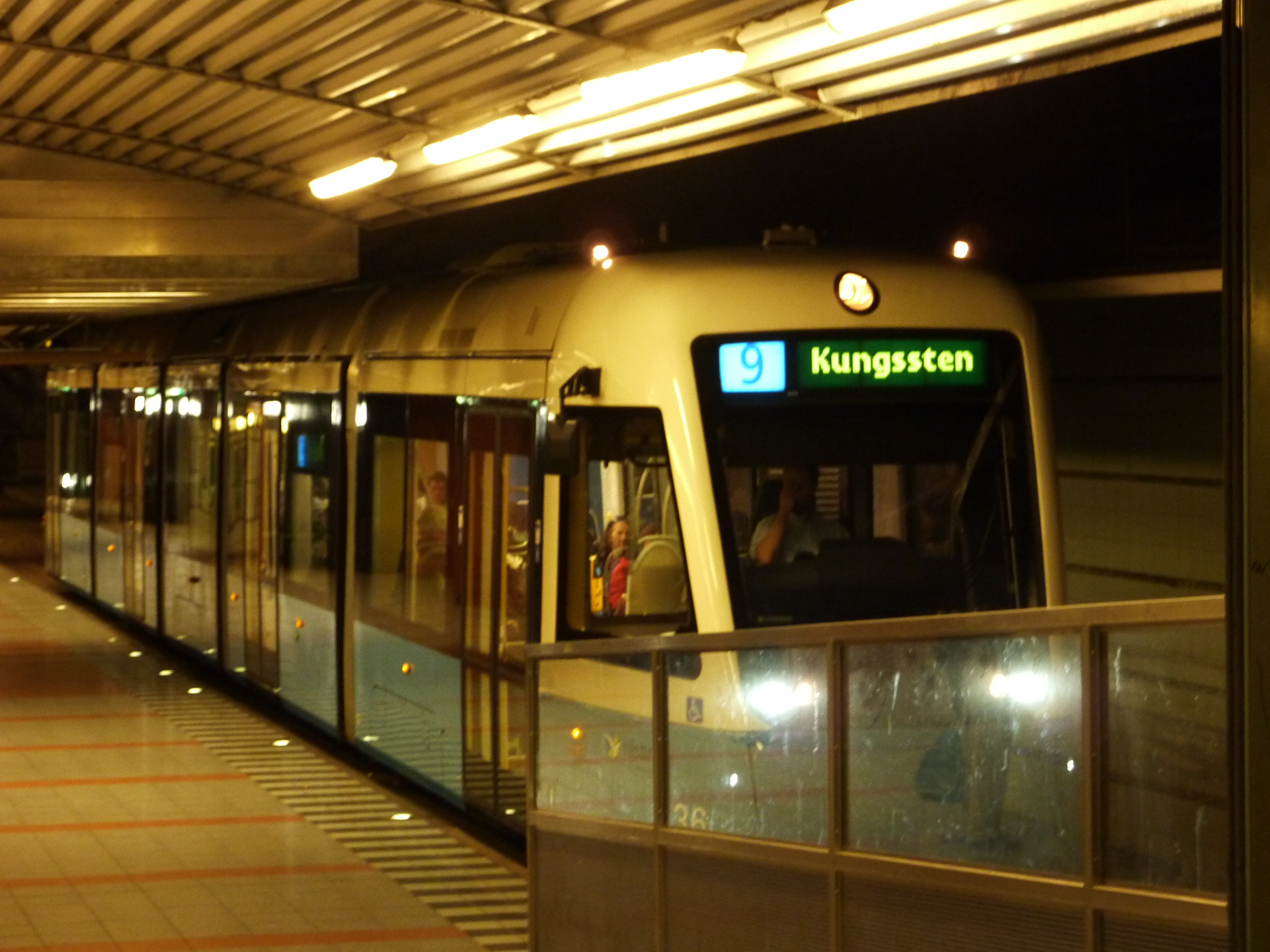
Linje 9 vid Hammarkullens station.

Senare under 1969 kom trafiken igång till Hjällbo, och 1972 till Storås. På sträckan finns Hammarkulletunneln med Hammarkullens underjordiska hållplats, som är utförd som en riktig tunnelbanestation. Till exempel har plattformen närmast utgången "tunnelbanehöjd", men sluttar nedåt mot den lägre höjden som används för den provisoriska spårvagnstrafiken. Den har också Göteborgs längsta rulltrappa.

### Mellan Drottningtorget och Angered
1978 förlängdes banan till Angereds Centrum, där en vändslinga byggdes. 1979 förlängdes banan i andra änden till Drottningtorget (hållplats Centralstationen), där en vändslinga fanns sedan tidigare. Därmed kunde tågen vändas vid båda ändhållplatserna, och vänstertrafikvagnarna fick ständigt gå baklänges. Nu kunde även spårvagnar av andra typer trafikera linjen, även om de ursprungliga M25:orna fanns kvar under flera år till. När M21 från ASEA började levereras sattes dessa in i trafik på Angeredsbanan och ersatte då så småningom M25:orna som man då började att skrota, sälja eller flytta till andra linjer. Främst var det brand- eller krockskadade vagnar men även vänstertrafik M25:orna man först skickade till skroten.

### Tillsammans med sjuan
1972 hade Bergsjölinjen lagts om till att gå intill Angeredsbanan vid Gamlestadens fabriker, där en ny spårförbindelse mellan dem byggdes. Båda linjerna fick en ny underfart under Västra stambanan. På 1980-talet byggdes sträckan mellan Polhemsplatsen och Gamlestadstorget ut till dubbelspår, varefter Bergsjölinjens tåg kunde använda Angeredsbanan som snabbspår till centrum. Senare byggdes dubbelspår på den återstående sträckan mellan Gamlestadstorget och Alelyckan, med undantag för viadukten över Slakthusgatan. Därmed kunde Angeredsbanan helt inlemmas i det övriga spårvägsnätet, eftersom dubbelspåret gör trafiken mindre störningskänslig, och linje 8 förlängdes från Drottningtorget till Sahlgrenska (kring 1990). Nu trafikeras banan i högertrafik ända till Hjällbo, där ett spårkors byggts för byte till vänstertrafik söder om hållplatsen. Senare har också linje 4 och linje 9 dragits till Angered.

### Till Angered, sedan stopp
Eftersom utbyggnaden av Angeredsområdet bara delvis blev genomförd, dröjde också den vidare utbyggnaden av Angeredsbanan. En del av en tunnel under Rannebergen byggdes för eventuell framtida dragning av tunnelbana/spårväg dit. Tunneln skulle hamna nära bebyggelse, som kunde skadas vid sprängningarna. Man ansåg det därför bättre att spränga ut den närmaste delen av tunneln innan husen byggdes. Tunneln lades sedan igen. Den har hittills inte kommit till användning för spårväg. Projektet med stadsbana lades också på is, så arbete påbörjades med att bygga om banan till en vanlig spårväg.

## Spårförslingring

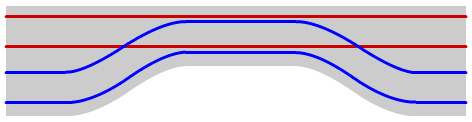
Spårförslingring där det blå spåret går över till det röda spårets sida utan att spåren går i varandra som i enkelspår.

Det finns en smal bro med spårförslingring norr om Gamlestadstorget. Denna bro är kvar sedan Västgötabanans tid. Spårförslingring är inte det samma som enkelspår, men i praktiken kan bara en spårvagn i taget passera bron, då de mötande spåren ligger i varandra. Detta för att slippa växlar. Bron är för smal för att kunna hysa dubbla spår. Över bron passerar som mest ungefär 40 spårvagnar per timme. På Trafikverkets järnvägar vill man helst inte ha fler än 4 tåg/timme på enkelspår. På en så kort sträcka som här går det att ha många fler. 
Den trånga bron över Säveån är ersatt av en temporär (dubbelspårig) militärbro under tiden som en ny, dubbelspårig bro kommer att byggas . Den temporära bron, som korsar Säveån intill Gamlestadsvägen togs i drift under sommaren 2014.